# Пендер, Мел
Мел Пендер (англ. Melvin Pender Jr.; род. 31 октября 1937, Атланта) — американский спринтер, чемпион летних Олимпийских игр 1968 года в Мехико.

## Биография
Пендер был членом Филадельфийского клуба любителей лёгкой атлетики, где его тренировал Алекс Вудли.
Пендер был зачислен в армию США в 17 лет, а затем прошёл школу кандидатов в офицеры. Он был награждённым ветераном войны во Вьетнаме и прослужил 21 год, уйдя в отставку в звании капитана в 1976 году. В начале своей военной службы Пендер занялся лёгкой атлетикой, где его скорость была замечена во время футбольных матчей. Он был выбран в олимпийскую сборную 1964 года, но из-за травмы он финишировал седьмым на дистанции 100 метров на летних Олимпийских играх 1964 года в Токио.
На Олимпийских играх 1968 года в Мехико Пендер снова пробился в финал соревнований в беге на 100 м, где его взрывной старт и  ускорение вывели его в лидеры в середине забега, но он потерял скорость и финишировал шестым. В эстафете его выбрали для участия в во втором этапе. Американская команда выиграла золотую медаль, установив новый мировой рекорд — 38,24 секунды.
Пендер установил мировые рекорды в беге на 50 ярдов (5,0 с), 60 ярдов (5,8 с), 70 ярдов (6,8 с) и 100 метров (9,9 с). Он попал в несколько залов славы. После Олимпийских игр 1968 года Пендер получил Бронзовую звезду за войну во Вьетнаме и работал главным тренером по лёгкой атлетике в Военной академии США в Вест-Пойнте. Позже он получил степень бакалавра в Университете Адельфи.